# Bromus kinabaluensis
Bromus kinabaluensis là một loài thực vật có hoa trong họ Hòa thảo. Loài này được (Jansen) Veldkamp mô tả khoa học đầu tiên năm 1991.